# LG GW990
В январе 2010 года на IT-выставке CES 2010 был представлен аппарат LG GW990 – уникальный MID на новой энергоэффективной платформе Intel Moorestown .
Модель работает под управлением операционной системы Moblin Linux 2.1 с интерфейсом S-class. Длинный и узкий 4,8-дюймовый сенсорный дисплей аппарата с разрешением 1024х480 пикселей может одновременно отображать три вида контента, если модель разместить горизонтально. Кроме этого, поддерживаются трехмерные игры и HD видео.
LG GW990 можно использовать и в качестве мобильного телефона: он поддерживает сотовую связь третьего поколения и HSPA. Для фотосъёмки предусмотрена 5 Мп камера, также имеются модули Wi-Fi и GPS. 16 Гб встроенной памяти MID можно расширить за счет карт microSD. Также упоминается аккумулятор емкостью 1850 мАч. Выпуск LG GW990 на рынок запланирован на вторую половину 2010 года, пока ничего не известно о его стоимости.
Появились новости, что этот аппарат - просто концепт, и в продажу он не поступит.

## Характеристики
- 3G HSDPA 7.2 Мбит; HSUPA 5.76 Мбит
- Размер 146.8 x 64.2 x 12 мм
- 512 Мб памяти
- 16GB Flash + слот microSD
- Встроенный 3D-ускоритель
- Экран 1024 x 480 пикселей, 4.8 дюйма
- Камера 5 МП, 2592 x 1944 пикселей, автофокус, LED вспышка
- Wi-Fi 802.11 b/g
- GPS (A-GPS ), Bluetooth, USB
- Воспроизведение HD видео 720 и 1080.